# Geranomyia nigripleura
Geranomyia nigripleura är en tvåvingeart som beskrevs av Alexander 1919. Geranomyia nigripleura ingår i släktet Geranomyia och familjen småharkrankar.
Artens utbredningsområde är Panama. Inga underarter finns listade i Catalogue of Life.